# 미셸 카터
미셸 드니 카너(Michelle Denee Carter, 1985년 10월 12일 ~ )는 미국의 포환던지기 선수이자, 현재 올림픽 여성 챔피언이다. 그녀는 2016년 리우데자네이루 올림픽에서 세운 20.63m(67 피트 8 인치)의 거리와 함께 그 종목에서 현재 미국 기록 보유자이다.

## 어린 시절
캘리포니아주 새너제이에서 태어났다.
그녀의 부친 마이클 카터는 또한 전직 포환던지기 선수이면서 1984년 로스앤젤레스 올림픽 은메달리스트였고, 후에 NFL에 미식축구 선수가 되어 1984년부터 1992년까지 샌프란시스코 포티나이너스에서 활약하면서 3개의 수퍼볼을 우승하였다.

## 경력
텍사스주 레드오크 고등학교를 졸업한 카터는 학교 시절 포환던지기의 4회 주립 챔피언이었다. 미셸과 그녀의 부친은 그 종목에서 현재의 국립 고등학교 기록을 보유하면서 단 하나의 그런 부녀 상황인 편이다. 그녀는 텍사스 주립 선수권을 우승하는 동안 2003년 자신의 기록을 세웠다. 2001년 세계 청소년 선수권에서 2위를 하고, 3년 후 세계 주니어 선수권을 우승하였다. 그녀는 2008년과 2012년 하계 올림픽에서 각각 15위와 5위를 하였다.
리우데자네이루 올림픽에서 카터는 자신의 6개의 투척에서 마지막에 2회의 전직 챔피언 뉴질랜드의 밸러리 애덤스를 앞서 금메달을 획득하였다. 그러면서 1948년 런던 올림픽에서 여자 포환던지기가 시작된 이래 그 종목을 우승한 첫 미국 여성 선수가 되었다. 20.63m의 올림픽 금메달 획득 기록과 함께 그녀는 자신의 미국 기록을 깼다.

## 개인 생활
카터는 텍사스 대학교로 완전한 육상 장학금을 받았고, 2007년 청소년·공동체 분야에서 학위와 신체 운동학에서 부전공과 함께 졸업하였다.